# Tintins äventyr (TV-serie)
Tintins äventyr (franska: Les Aventures de Tintin, d'après Hergé) är en belgisk tecknad TV-serie, producerad av Belvision, som visades mellan 1959 och 1964. TV-serien är baserad på serien om Tintin.

## Om serien
I dessa avsnitt är handlingen mer eller mindre förändrad. Tintin bor i New York istället för Bryssel, Milou har koppel, kapten Haddock är nykter, professor Kalkyl hör nästan lika bra som de andra och Dupondtarna är svårare att skilja på (samma "frisyr" på mustaschen).
Serien hade svensk premiär den 22 december 1969 i dåvarande TV2.

## Avsnitt baserade på seriealbumen
- Månen tur och retur (del 1 och 2)
- Den svarta ön
- Enhörningens hemlighet
- Rackham den Rödes skatt
- Den mystiska stjärnan
- Krabban med guldklorna
- Det hemliga vapnet

## Svenska röstskådespelare
- Tomas Bolme - Tintin
- Åke Lindström - Kapten Haddock
- Lars Edström - Professor Kalkyl

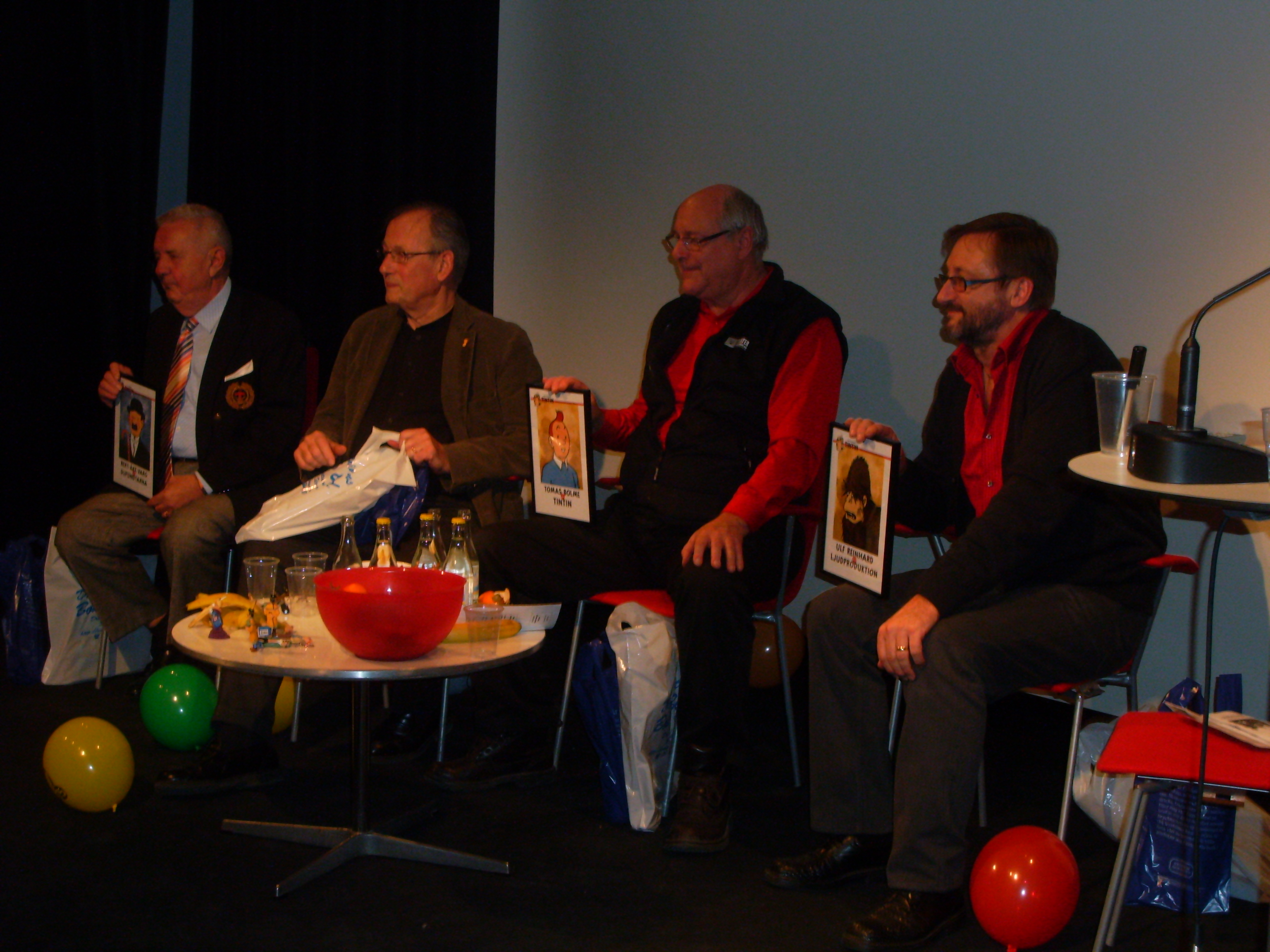
Från vänster: Bert-Åke Varg, Lars Edström och Tomas Bolme var röstskådespelare i den svenska dubbningen. Denna bild tagen 2007 på Kulturhuset.

- Fredrik Ohlsson - Dupont, Wolf, Nestor
- Bert-Åke Varg - Dupond, Baxter[2]
- Mathias Henrikson - Diverse skurkar
- Rolf Knutsson - Berättare